# Landulf von Pisa
Landulf von Pisa (* 11. Jahrhundert; † 25. Oktober 1079) war von 1077 bis 1079 Bischof von Pisa.
Über Landulf von Pisa und sein Bischofsamt liegen nur spärliche Informationen vor. Er stammte aus Mailand, stand auf der päpstlichen Seite und wurde auf Befehl des Papstes Gregor VII. zum Bischof gekürt. Urkundlich erwähnt wird er zuerst am 27. August 1077 in einer Schenkungsurkunde der Markgräfin Mathilde von Canossa. Am 1. September 1077 wird er von Gregor VII. als „electus“ in einem Brief an ihn bezeichnet. Zuletzt bezeugt wird er 1079 als Teilnehmer der Fastensynode in Rom. Nach Beschreibungen Gregors VII. wurde er als Gegenleistung für kanonische Vorgänge, aber ebenfalls aufgrund der Unterstützung von Mathilde von Canossa zum Bischof gewählt. Mathilde von Canossa machte große Zuwendungen an das Erzbistum Pisa, was als Beweis ihrer Gunst gegenüber Landulf gewertet werden kann.